# Pedro Horrach
Pedro Horrach Arrom (La Puebla, Baleares, 1966) es un fiscal anticorrupción de España. Trabaja en la Audiencia de Palma de Mallorca desde 2006.
Conocido a raíz del caso Andrach y en el caso Palma Arena, donde actuó contra Jaume Matas, expresidente balear y exministro con Aznar. Trabajó en causas contra Unión Mallorquina y fue el fiscal del caso Nóos. Su mujer es Ana Zacher.